# Аванесян, Армен
Армен Аванесян (нем. Armen Avanessian; род. 1973, Вена) — австрийский художник, философ

, искусствовед и литературовед, куратор и политолог. В прошлом профессор Свободного университета Берлина и стипендиат германских департаментов Колумбийского и Йельского университетов. Его работы по спекулятивному реализму и акселерационизму в искусстве и философии обрели известность в том числе за пределами академического сообщества.

## Биография
Австриец армянского происхождения, Армен Аванесян родился в 1973 году в Вене. В начале своего академического пути он изучал философию и политические науки под научным руководством Жака Рансьера в Вене и в Париже. Свою диссертацию «Феноменология иронического духа: этика, поэтика и политика современности» Армен Аванесян защитил в Билефельдском университете под научным руководством Карла Хайнца Борера. В течение следующих нескольких лет работал журналистом и редактором в парижском журнале «Le Philosophoire», а также занимался издательской деятельностью в Лондоне.
С 2007 по 2014 год преподавал в Институте общего и сравнительного литературоведения имени Петера Сонди при Свободном университете Берлина. В 2011 году работал в качестве приглашённого научного сотрудника на кафедре германистики Колумбийского университета, а в 2012 году — Йельского университета. С 2013 года выступает в качестве приглашённого лектора в Академиях изобразительных искусств, среди которых школы в Нюрнберге, Вене, Базеле, Копенгагене, Калифорнии. В 2014 году был назначен главным редактором Merve Verlag, берлинского издательства, которое специализируется на философии и политической теории. В 2011 году Армен Аванесян основал двуязычный исследовательский и издательский проект «Speculative Poetics», который занимается разработкой новой теоретической дисциплины и объединяет труды философов, писателей и художников со всего мира.

## Карьера
Вслед за своей диссертацией, посвящённой изучению феноменов на пересечении искусства, политики и философии, Аванесян фокусируется на развитии нового подхода к теории литературы и философии языка. В 2011 году, вместе со своей коллегой Анке Хенниг, он начинает работу над объединением новых спекулятивно-онтологических подходов с философией языка XX века. Результатом этой работы стала публикация двух написанных в соавторстве книг: «Поэтика настоящего времени» (2012, переведена на русский в 2014) и «Метанойя: спекулятивная онтология языка, мышления и мозга» (2014). Также он внёс свой вклад во внедрение акселерационизма в германоязычную политическую философию. В 2015 году журнал Wired назвал его «интеллектуальным инноватором», обратив внимание на его увлечённость пост-капиталистическими идеями.
В основном работа Аванесяна сконцентрирована вне академии, включая в себя заявления по поводу современных политических ситуаций, многочисленные лекции на площадках международного арт-сообщества и интервью. Аванесян неоднократно формулировал новые концепции и теоретические построения в рамках публичного дискурса за пределами основных направлений классической академии. Эти нововведения либо представляют собой совершенные неологизмы, либо концепции, обсуждаемые в более узких кругах германоязычной философии, такие как: «спекулятивный реализм», «акселерация», «ксенофеминизм», «гиперверие», «временной комплекс: постсовременность». Более того, гиперверие — это не только концепция, но и метод, представляющий собой актуализацию в настоящем идей и художественного вымысла из будущего.
Книги Аванесяна переведены на несколько языков, включая русский, английский, нидерландский, испанский, французский.

### Искусство
Вслед за развиваемой им концепцией постсовременности, Аванесяна иногда называют постсовременным художником. Среди используемых им форматов не только классическая форма публикации, но также выставки и фестивали. Например, галерейный фестиваль «Tomorrow Today / curated by_vienna» 2015 года был основан на одноимённом эссе Аванесяна и работе двадцати кураторов в попытке воплотить идею пост-капитализма. В рамках 9-й Берлинской Биеннале Аванесян провёл десятидневный мастер-класс для молодых кураторов, посвящённый альтернативам экономической и политической моделям современного искусства.. В 2018 году Армен Аванесян стал сценаристом второго акта выставки «Генеральная репетиция», совместно организованной фондами V-A-C и Kadist и ММОМА.
Аванесян — регулярный автор таких художественных журналов, как Spike, Texte zur Kunst, and DIS Magazine. Частая тема его текстов — искусство в философских контекстах. На протяжении нескольких лет Аванесян сотрудничал в своей работе с художником-графиком Андреасом Топфером.

### Радио
Совместно с колумнистом Георгом Диесом, медиа-теоретиком Полом Файгелфелдом и писательницей Джулией Цанге вёл передачу «60 Герц» — еженедельное ток-шоу на берлинской радиостанции, посвящённое художественному переосмыслению повседневной жизни 2010-х годов. Язык передачи представляет собой смесь английского и немецкого.

### Кино
Совместно с берлинским режиссёром Кристофером Ротом он выпустил фильм «Гиперверие» (2016), в котором онтология, научная фантастика и социология привлекаются для критического переосмысления концепции времени. Фильм собран из разговоров как с давними представителями академии, так и с более молодыми философами, такими как Ник Срничек, Эли Аяче, Рэем Брасье и другими.

### Избранная библиография

#### Автор
- 2010: Phänomenologie ironischen Geistes –  Ethik, Poetik und Politik der Moderne. ISBN 978-3-7705-4266-6
- 2012: Präsens –  Poetik eines Tempus (с Анке Хениг). ISBN 978-3-03734-223-7
- 2014: Metanoia –  Spekulative Ontologie der Sprache (с Анке Хениг). ISBN 978-3-88396-351-8
- 2014: Speculative Drawing (с Андреасом Топфером). ISBN 978-3-95679-044-7
- 2014: Überschrift: Ethik des Wissens –  Poetik der Existenz. ISBN 978-3-88396-365-5
- 2015: Irony and the Logic of Modernity. ISBN 978-3-11-030220-2
- 2017: Overwrite: Ethics of Knowledge―Poetics of Existence. ISBN 978-3956791147
- 2017: Miamification. ISBN 978-3883963891
- 2018: Metaphysik zur Zeit. ISBN 978-3962730161

#### Редактор
- 2010: Armen Avanessian, Gabriele Brandstetter and Franck Hofmann : Die Erfahrung des Orpheus. ISBN 978-3-7705-4927-6
- 2010: Armen Avanessian, Franck Hofmann : Raum in den Künsten : Konstruktion –  Bewegung –  Politik. ISBN 978-3-7705-4658-9
- 2011: Armen Avanessian, Luke Skrebowski: Aesthetics and Contemporary Art. ISBN 978-1-934105-52-8
- 2013: Armen Avanessian, Björn Quiring and Andreas Töpfer: Abyssus Intellectualis. Spekulativer Horror.ISBN 978-3-88396-342-6
- 2013: Armen Avanessian : #Akzeleration.ISBN 978-3-88396-350-1
- 2014: Armen Avanessian, Jan Niklas Howe : Poetik –  Historische Narrative, aktuelle Positionen.ISBN 978-3-86599-226-0
- 2014: Armen Avanessian, Robin Mackay : #Accelerate –  The Accelerationist Reader.ISBN 978-0-9575295-5-7
- 2015: Armen Avanessian, Sophie Wennerscheid : Kierkegaard and Political Theory –  Religion, Aesthetics, Politics and the Intervention of the Single Individual. ISBN 978-87-635-4154-1
- 2015: Armen Avanessian, Helen Hester and Jennifer Sophia Theodor (Translation): dea ex machina.ISBN 978-3-88396-369-3
- Armen Avanessian, Gerald Nestler : Making of Finance.ISBN 978-3-88396-374-7

#### На русском языке
- Поэтика настоящего времени (с Анке Хениг)/Пер. с нем. Б. Скуратова. М.: РГГУ, 2014
- Комплекс-Время (с Сухаилом Маликом)/ Художественный журнал. — 2016. — №. 98.
- Поэтическое существование/ Художественный журнал. — 2017. — № 102.
- Разделяемое время: гендер, генезис и ужас нерепродуктивного времени (с Анке Хениг)/ Художественный журнал. — 2018. — №. 106.
- Критика-кризис-акселерация // Философско-литературный журнал «Логос». — 2018. — Т. 28. — №. 2 (123).
- Назад из будущего: ориентации акселерации // Философско-литературный журнал «Логос». — 2018. — Т. 28. — №. 2 (123).
- Метафизика настоящего // V-A-C press, 2019.
- Майамификация / Пер. с нем. А. Гордеева. М.: Ад Маргинем Пресс, 2021. 192 с.[12]